# チャールズ・バーバー (画家)
チャールズ・ヴィンセント・バーバー（Charles Vincent Barber、1784年ごろ- 1854年）は、イングランド出身の風景画家および美術教師。
町で初めての図画教師であるジョセフ・バーバーの最初の息子として、1784年1月28日にイングランドのウェスト・ミッドランズ州バーミンガムで生まれ、洗礼を受けた。父親の美術学校に通い、同門にはデーヴィッド・コックスなどがいた、デーヴィッド・コックスは生涯に渡る友人であり、晩年には絵を描くため、頻繁にノース・ウェルズを旅するほどの仲であった。
やがて王立バーミンガム芸術家協会やバーミンガム芸術学校へと発展していくこととなる、バーミンガムのペック・レーン地区にある人体デッサンのアカデミーを1814年に組織した画家のひとりである。
1818年には図画教師としての地位を確立させたリヴァプールに移り住む。そこで彼は王立芸術院、王立バーミンガム芸術家協会やリヴァプール芸術院に作品を出品し、1847年から1853年までリヴァプール芸術院の学長を務めた。